# Acreditación diplomática
La acreditación diplomática es un proceso por el cual un embajador es certificado como representante oficial de un estado ante un (estado) homólogo.
La acreditación ocurre cuando el nuevo embajador entrega una carta de fe, o credenciales, ante el jefe del estado de la nación anfitriona. En este documento, que va firmado por el jefe de Estado solicitante, se confirma que el embajador está autorizado como representante de esa nación, y se pide que el país anfitrión respete esta designación. A menudo la entrega de las cartas de fe constituye una elaborada ceremonia, como bienvenida oficial al embajador.
De acuerdo con la Convención de Viena sobre Relaciones Diplomáticas, los embajadores no toman oficialmente posesión de su cargo hasta que se ha completado el proceso de acreditación. Entre los diplomáticos acreditados en un país determinado (el cuerpo diplomático), la antigüedad empieza a contar a partir de la fecha de acreditación. Esto es importante porque condiciona la distinción de decano del cuerpo mencionado.
Normalmente, a un embajador se le acredita solamente ante un país durante un período de tiempo, pero no siempre es así. También es posible poseer múltiples acreditaciones, denominadas acreditación doble o acreditación cruzada.
Embajadores entre los países de la otrora Mancomunidad Británica de Naciones (conocidos como altos comisionados) no presentan cartas de fe -porque comparten el mismo jefe de Estado. Obviamente, una carta de un jefe de Estado a otro es  imposible, pues se trata de la misma persona. En vez de eso entregan cartas de presentación. No obstante, algunos gobiernos les adjudican el status de «acreditados».

## Acreditación doble
También denominada acreditación dual, es una praxis diplomática mediante la cual un país concede dos responsabilidades distintas a un solo diplomático. Uno de los propósitos de la doble acreditación es que permite a un solo diplomático servir como embajador en dos o más naciones. En este caso los embajadores viven en un país y, cuando es necesario, viajan a los otros donde están acreditados. Esto permite a un país tener relaciones diplomáticas completas con otras naciones incluso sin mantener a un embajador residiendo en sus jurisdicciones.